# Malinaŭka (metropolitana di Minsk)
La stazione Malinaŭka (Малінаўка; in russo Малиновка?, Malinovka) è una stazione della metropolitana di Minsk, capolinea meridionale della linea Maskoŭskaja.